# ژئوسینتیک
ژئوسینتیک (انگلیسی: Geokinetics) شرکت خدمات نفتی آمریکایی است، که در سال ۱۹۶۹ تأسیس شد.